# Sprenkelhühner

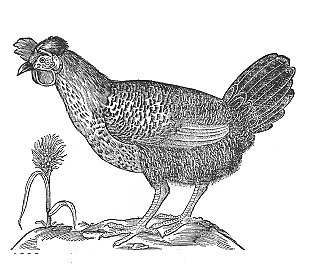
Gallus turcicus auf einer Abbildung von Ulisse Aldrovandi, etwa 1600

Sprenkelhühner sind eine Gruppe mehrheitlich europäischer Hühnerrassen, welche eine typische silberschwarze oder goldschwarze Federzeichnung haben.

## Merkmale

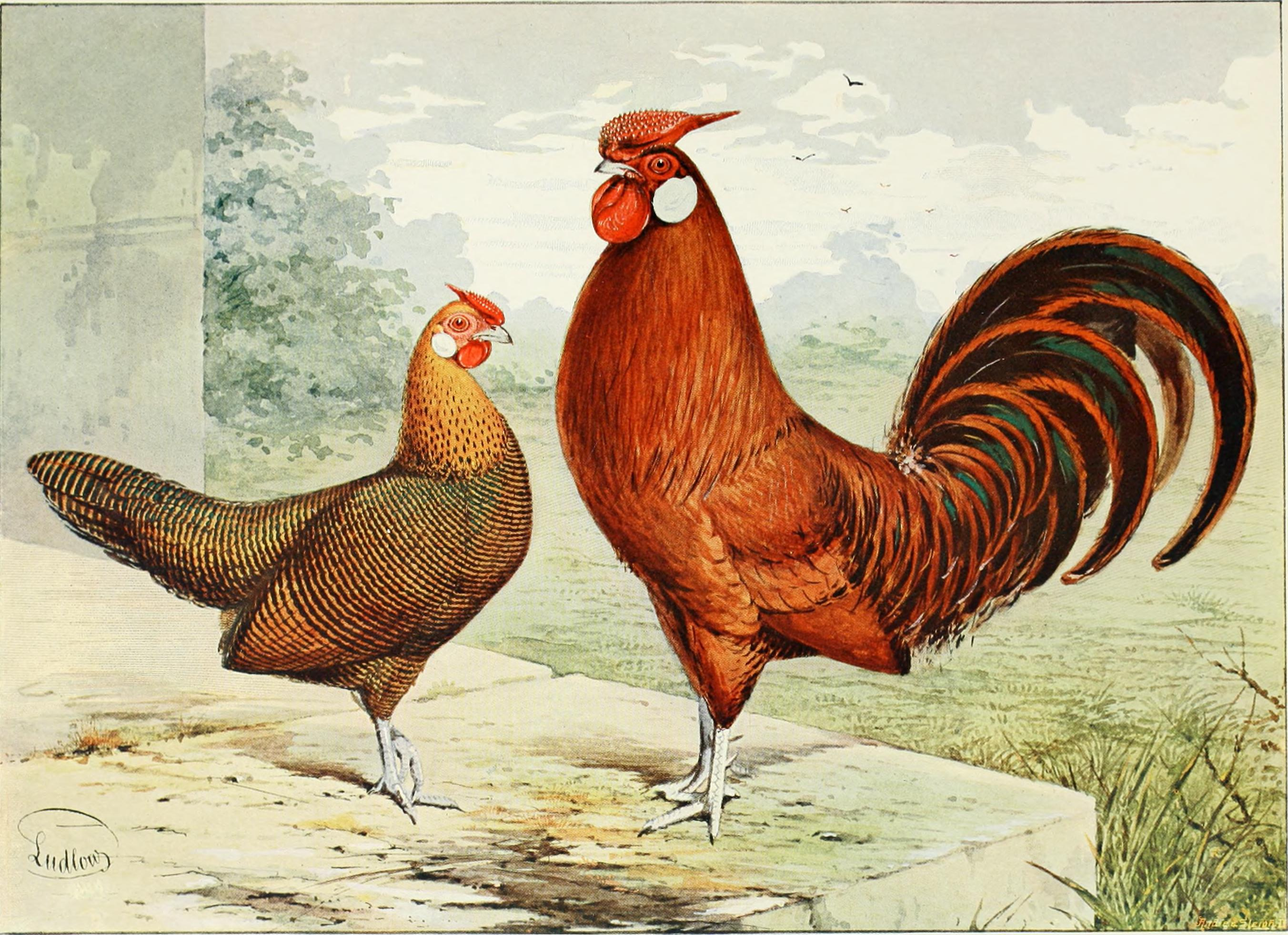
Goldgesprenkelte Hamburger

### Sprenkelung

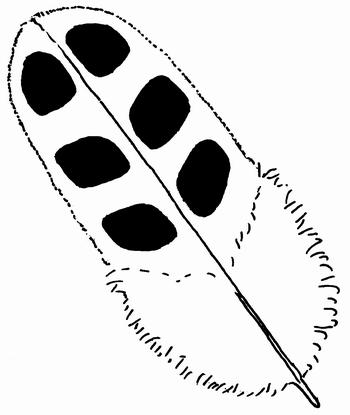
Sprenkelung in „Weizenform“

Auffällig ist die Gefiederzeichnung, bei der die Federn eine typische bandförmige Zeichnung besitzen. Die genaue Form dieser Zeichnung ist  rassebedingt und ist in den Zuchtstandards festgelegt. Keine Sprenkelung zeigt jedoch der Hals der Hennen. Bei den Hähnen kann in Abhängigkeit von Rasse und Alter die Sprenkelung gänzlich fehlen. Üblicherweise kennen die meisten Sprenkelhuhnrassen eine silberne und eine goldene Variante. Dass mehr Variationen möglich sind, zeigte das Friesenhuhn mit über zehn gesprenkelten Farbschlägen.

### Eier- und Mastleistung
Üblicherweise gehören Sprenkelhuhnrassen zu den guten Eierproduzenten mit einer Jahresleistung von über 200 Eiern. Dahingegen sind sie relativ leicht und schlechte Fleischproduzente. Eine Ausnahme ist die Groninger Möwe, deren Hahn über 3,5 kg wiegen kann.

## Geschichte und Verbreitung

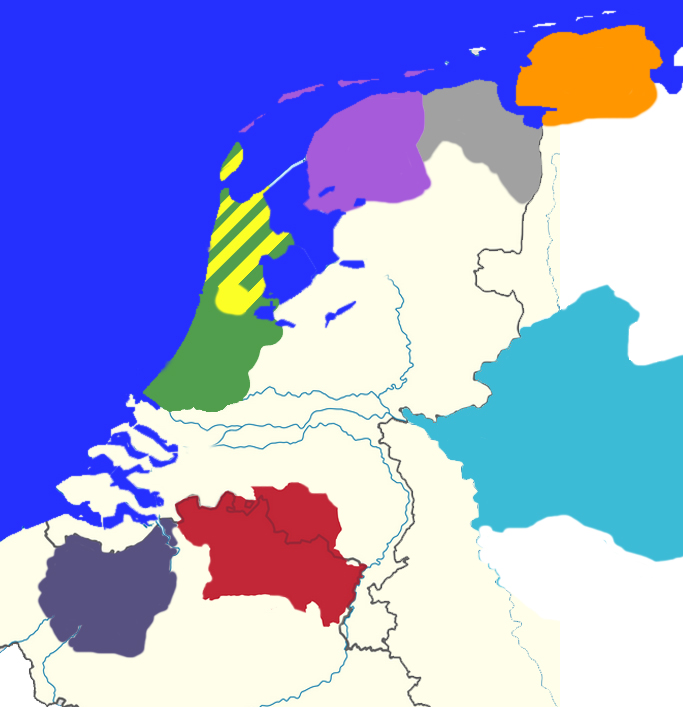
Verbreitung der Sprenkelhühner Blauviolett=Brakel, Rot=Campiner, Grün=Gesprenkelter Hamburger, Gelb=Assendelfter, Lila=Friesenhuhn, Grau=Groninger Möwe, Orange=Ostfriesische Möwe, Blau=Westfälischer Totleger

Die älteste Abbildung eines Sprenkelhuhnes bietet uns ein Buch von Ulise Aldrovandi. Er stellte einen Hahn und eine Henne dar mit der kennzeichnenden Zeichnung. Sein Name war Gallus turcicus, welches „Türkenhuhn“ bedeutet. Es zeigt sich, dass dieser Hühnerschlag im 17. Jh. bekannt war und ein Ursprung in Anatolien wohl möglich ist. Jedenfalls gehören die Sprenkelhühner ab jener Zeit zu den üblichen Landhühnern in Westeuropa. Auffällig ist die Konzentration der Rassen an der kontinentalen Nordseeküste, von Flandern bis Ostfriesland. Des Weiteren findet man alte Sprenkelrassen in Brabant und Westfalen. Die Gestalt der Sprenkelhuhnrassen entspricht der Landhuhnform.

## Hühnerrassen mit Sprenkelzeichnung
- Fayoumi, aus Ägypten
- Assendelfter, aus der Provinz Nordholland, mit Rosenkamm
- Chaam’sches Huhn, verwandt mit dem Braekelhuhn
- Braekelhuhn, mit gebänderter Zeichnung, aus Ostflandern
- Friesenhuhn, aus der Provinz Friesland
- Groninger Möwe, relativ schwere Rasse aus der Provinz Groningen
- Hamburger, in Holland, Norddeutschland und England entstanden, in den Niederlanden als „Holländisches Huhn“ bekannt, mit Rosenkamm
- Campiner aus den Kempen; in Großbritannien sehr geliebt in der hennenfederigen Variante
- Ostfriesische Möwe, aus Ostfriesland
- Sizilianer, aus Italien, mit Becherkamm
- Westfälischer Totleger, aus Westfalen, mit Rosenkamm
- Zottegem’sches Huhn, eine Braekelunterart.

## Weblink
- sprenkelhuhn.de